# Seznam obcí Mošonské župy
Seznam obcí ležících na území slovenské části bývalé Mošonské župy. Obce jsou rozděleny podle současných okresů a uvedeny pod současným jménem.
Okres Bratislava V, městské části Bratislavy:
- Čunovo
- Jarovce
- Rusovce

Okresy Bratislava II,Senec, Dunajská Streda.
Malé části obcí ležících na pravé straně Dunaje, které se po roku 1918 staly součástí obcí v Československu.